# Maritimt forum
Maritimt forum, bildat som Sjöfartsforum, är en svensk intresseorganisation som arbetar för att öka kunskapen om den maritima näringen och dess aktörer. Organisationen är politiskt obunden och har drygt 100 företags- och organisationsmedlemmar från hela den maritimt anknutna samhällssektorn i Sverige. Bland medlemmarna finns stora delar av den svenska rederinäringen, hamnföretag, olika organisationer med anknytning till sjöfartsnäringen samt företag som utnyttjar sjöfarten för sina transporter.
Syftet är att stärka sjöfartens röst i samhället och visa på sjöfartens roll och betydelse för näringsliv och människor, samt stimulera till ökad samverkan och starka professionella nätverk. Organisationen arbetar både med internationell och nationell gods- och passagerartrafik, samt annan verksamhet som har en stark koppling till havet. 
Näringsdepartementet och Sjöfartsverket har utsett Maritimt forum till Shortsea Promotion Centre Sweden. I den rollen samverkar Maritimt forum med det europeiska nätverket European Shortsea Network, som fungerar som en virtuell plattform för promotion och information runt Europasjöfart.
Föreningen, som bildades 1996 och bytte till sitt nuvarande namn i mars 2017, arrangerar den återkommande Världsjöfartens dag i samarbete med bland andra Näringsdepartementet, Sjöfartsverket, förbundet Sveriges Hamnar samt en rad andra intressenter inom sjöfartsnäringen.
Maritimt forum delar årligen ut ett miljöpris, för insatser som bidrar till att sjöfartens miljöbelastning minskas och att ny miljövänlig teknik eller nya miljövänliga processer kommer till användning.